# Mario Toscano
Mario Giacomo Alberto Toscano (Torino, 3 giugno 1908 – Roma, 17 settembre 1968) è stato uno storico e diplomatico italiano, professore di storia dei trattati e politica internazionale nell'Università di Cagliari e successivamente in quella di Roma.

## Biografia
Trascorse gli anni giovanili a Novara dove, dopo la morte del padre Giacomo, s'era trasferito da Torino con i fratelli Aldo e Franco e con la loro madre Armida. Quest'ultima s'era sposata in seconde nozze col magistrato torinese Carlo Alberto Mazza, divenuto pretore di Novara. Si laureò in giurisprudenza a Milano con una tesi sul problema delle minoranze dell'Europa postbellica e, successivamente, in scienze politiche a Pavia con una tesi sui negoziati diplomatici che portarono alla conclusione del Patto di Londra del 1915. 
Allievo di Gioacchino Volpe, Toscano a diciotto anni si iscrisse al PNF, sposandone la vocazione imperialistica e colonialistica attraverso la ricerca storica: nel 1932 - anno in cui ottenne la libera docenza in diplomazia e storia dei trattati - fu tra i fondatori nonché il primo segretario della sezione di Novara dell'Istituto Fascista di Cultura. In seguito effettuò il concorso per entrare nella diplomazia ma, nonostante gli ottimi esiti degli esami, il Ministero degli Esteri non lo incluse nella lista dei vincitori in quanto si riteneva che il suicidio del padre potesse avere conseguenze sulla sua stabilità emotiva e caratteriale. Proseguì comunque la sua carriera accademica, alla quale affiancò un'intensa attività pubblicistica e politica, venendo nominato nel 1934 vice-podestà di Novara.
Colpita la famiglia dalle leggi razziali fasciste del 1938, Toscano fu escluso dal PNF, conservando però grazie alle sue importanti amicizie nel regime l'insegnamento universitario. Dopo l'8 settembre del 1943 venne internato in Svizzera, iniziando un processo di revisione delle proprie posizioni nazionalistiche che lo porterà a convincersi - così come molti diplomatici italiani - che il fascismo fosse un'esperienza storica e politica fallimentare, accettando con convinzione l'evoluzione liberaldemocratica dell'Italia postbellica.
Fu proprio in Svizzera che conobbe Luigi Einaudi, futuro presidente della Repubblica Italiana, del quale divenne amico e che ne influenzò il pensiero, tanto che oggi Mario Toscano è noto come "pensatore liberale einaudiano". Assieme a Gaetano Salvemini, Luigi Salvatorelli e Federico Chabod, Mario Toscano è riconosciuto fra i maggiori studiosi di politica estera dell'immediato secondo dopoguerra italiano.

### Al ministero degli Esteri e la vicenda della firma del Trattato di Parigi (1947)
Condirettore della «Rivista di studi politici internazionali» e consulente dell'Istituto per gli studi di politica internazionale, fu capo del servizio studi e consulente storico-diplomatico del Ministero degli esteri.
In tale veste, operò un intervento decisivo ai fini della ratifica del Trattato di pace del 1947 con le potenze alleate, da parte del Presidente della Repubblica Enrico De Nicola. Lo statista napoletano, infatti, non condividendone i contenuti, si rifiutava decisamente di sottoscrivere il suo strumento di ratifica, approvato dalla Costituente il 31 luglio 1947. Egli opponeva la giustificazione che il rappresentante italiano Antonio Meli Lupi di Soragna, al momento della firma dello stesso (10 febbraio 1947), avesse espressamente dichiarato che l'efficacia dell'adesione dell'Italia fosse subordinata alla ratifica da parte dell'Assemblea Costituente e non del Capo dello Stato.
Invano il Presidente del Consiglio De Gasperi e il ministro degli esteri Sforza tentavano di spiegare al Presidente che i "quattro grandi" non avrebbero accettato nulla di meno della firma del Capo dello Stato per la ratifica dell'accordo: in un accesso d'ira, De Nicola, rosso in faccia, buttò all'aria tutti documenti dalla sua scrivania. Fu Mario Toscano che riuscì a convincerlo che la sua firma non avrebbe avuto il valore giuridico della "ratifica" bensì quello di mera "trasmissione" della stessa, ottenendo, alla fine, il risultato sperato.

### Anni successivi
Dal 1955, Toscano fu presidente della "Commissione per la pubblicazione dei documenti diplomatici" che, sulla falsariga di quanto avvenne per altre nazioni che pubblicarono un'ampia collazione dei documenti archivistici dei rispettivi ministeri degli esteri, negli anni produsse la fondamentale serie storico-archivistica denominata Documenti diplomatici italiani. Toscano fu anche più volte delegato italiano alle Nazioni Unite, all'UNESCO e a varie conferenze e riunioni internazionali.
Dopo la morte, nel 1968, fu a lui intitolato l'Istituto diplomatico del Ministero degli affari esteri italiano, struttura competente per la formazione del personale dell'amministrazione.

## Metodo storiografico
Mario Giacomo Alberto Toscano parte dalla storia diplomatica «a cui viene però applicando il ricorso diretto sempre più accurato e minuzioso alle fonti diplomatiche (...) aderisce sostanzialmente tra il 1950 e il 1955 alla scuola francese delle relazioni internazionali secondo le linee che Pierre Renouvin espone a Roma al X Congresso mondiale di scienze storiche (...) il significato possibile del suo passaggio dalla storia diplomatica alla storia delle relazioni internazionali mediante il ricorso alla teoria dei "fattori" ossia mediante l'individuazione delle "forze profonde" che intervengono nella formazione delle politiche estere e influiscono sui rapporti tra gli Stati» sottende «il presupposto concettuale che i "fattori" in tanto influiscono in quanto essi intervengono su un dato di fatto preesistente, il quale è costituito dall'essere la ragion di Stato e di potenza la causa prima dei comportamenti degli Stati nel campo delle relazioni internazionali e, quindi, la causa prima delle singole decisioni nazionali in politica estera».

## Opere
Tra le sue opere: 
- Le minoranze di razza, di lingua, di religione nel diritto internazionale, Torino, F.lli Bocca, 1931.
- Il Patto di Londra, a cura dell'Istituto Fascista di Cultura di Novara, Pavia, Treves, 1931; Bologna, Zanichelli, 1934 (con prefazione di Arrigo Solmi).
- Natura e fondamento giuridico delle decisioni del consiglio della S. d. N. in materia di procedura delle minoranze, Pavia, libreria Treves-Treccani-Tuminelli, 1932.
- Di alcuni particolari modi di acquisto volontari della cittadinanza italiana, Roma, Athenaeum, 1934.
- Gli accordi di San Giovanni di Moriana. Storia diplomatica dell'intervento italiano, Milano, Giuffrè, 1936.
- Le convenzioni militari concluse fra l'Italia e l'intesa alla vigilia dell'intervento, 1936.
- La conferenza di Montreux e la nuova convenzione degli Stretti, Milano, Martucci, 1938.
- La Serbia e l'intervento in guerra dell'Italia, Milano, A. Giuffrè, 1939.
- Appunti sulla questione tunisina, Firenze, Studio fiorentino di politica estera, 1939.
- Francia ed Italia di fronte al problema di Gibuti, Firenze, Studio fiorentino di politica estera, 1939.
- Sicurezza collettiva e garanzie internazionali nei trattati di Westfalia, Milano-Varese, Industrie Grafiche A. Nicola & C., 1939?
- L'importanza strategica e politica della Somalia britannica nelle discussioni della Conferenza della pace di Parigi, 1940.
- L'Italia e la crisi europea del luglio 1914, Milano, Giuffrè, 1940.
- Il principio della libertà dei mari alla conferenza della pace di Parigi, Firenze, [s.n.], 1941.
- Un mancato riavvicinamento ungaro-romeno nel 1920, Firenze, Sansoni, 1941.
- Costituenti europee post-belliche (1918-1931), Firenze, Sansoni, 1946.
- Prime soluzioni costituzionali comuniste: Finlandia-Ungheria, Firenze, Sansoni, 1946.
- Le origini diplomatiche del Patto d'Acciaio, 1948.[16]
- Guerra diplomatica in estremo Oriente (1914-1931). I trattati delle ventun domande, 2 voll., Torino, G. Einaudi, 1950.
- L'Italia e gli accordi tedesco-sovietici dell'agosto 1939, Firenze, Sansoni, 1952.
- Una mancata intesa italo-sovietica nel 1940 e 1941, Firenze, Sansoni, 1952.
- Storia dei trattati e politica internazionale (nato come testo universitario e apparso in varie edizioni a partire dal 1958, fu tradotto in inglese nel 1966 col titolo The history of treaties and international politics)
- L'intervento dell'Italia contro l'Unione Sovietica nel 1941 visto dalla nostra Ambasciata a Mosca, 1962.
- Pagine di storia diplomatica contemporanea, 2 voll. (1: Origini e vicende della prima guerra mondiale; 2: Origini e vicende della seconda guerra mondiale), Milano, A. Giuffrè, 1963.
- Dal 25 luglio all'8 settembre. Nuove rivelazioni sugli armistizi fra l'Italia e le Nazioni Unite, Firenze, Le Monnier, 1966.
- Storia diplomatica della questione dell'Alto Adige, Bari, Laterza, 1967.